# Национал-демократическая партия Чехословакии
Национал-демократическая партия Чехословакии (Československá národní demokracie, дословно Чехословацкая национальная демократия) — первая в Чехословакии республиканская, консервативная, националистическая партия.

## История партии
В феврале 1918 г. младочехи, лидером которых был Карел Крамарж, объединились с Чешскими конституционными демократами и частью партии Прогрессивных демократов, образовав партию Чешская государственно-правовая демократия (чеш. Česká Státoprávní Demokracie). 25 марта 1919 г. партия регистрируется как Национал-демократическая партия Чехословакии (или Чехословацкая национальная демократия, чеш. Československá Národní Demokracie). Партия занимала крайне правые позиции (исповедовала идеологию антисемитизма). Отстаивала в основном интересы крупного капитала. Также партия создавала свои профсоюзы и их национальные ассоциации.
14 ноября 1918 Карел Крамарж, кандидат от национал-демократов, становится первым премьер-министром независимой Чехословакии. Но он был вынужден уйти в отставку после муниципальных выборов, которые выиграла Чехословацкая социал-демократическая партия. Национал-демократическая партия занимает только пятое место, набрав 9 % голосов. Премьер-министром стал социал-демократ Властимил Тусар.
На первых парламентских выборах 1920 г. партия набрала 6 % и получила 19 мест в парламенте. Правительство было сформировано без участия партии. Однако, в октябре 1922 г. правительство создало широкую коалицию, в которую вошли и национал-демократы.
16 сентября 1925 г. от партии откололись радикалы, создавшие Национальную рабочую партию, которая вскоре провалилась на выборах и объединилась с Чешской национальной социалистической партией.
15 ноября 1925 г. состоялись вторые парламентские выборы, на которых национал-демократы набрали всего 5 % и получили 14 мест в парламенте соответственно. Популярность партии снижалась.
24 октября 1927 г. на третьих парламентских выборах национал-демократы набрали 4,9 % и заняли всего 15 мест. В результате чего партия вошла в так называемую «широкую коалицию».
В 1934 году национал-демократы совместно с Национальной лигой и Национальным фронтом создали Национальный союз, чтобы совместно участвовать в новых парламентстких выборах. Национальный союз получил на выборах 5,6 % и 17 мест в парламенте.
Председателем Национал-демократической партии, а затем и Национального союза вплоть до своей смерти 26 мая 1937 был Карел Крамарж. Среди членов партии было много выдающихся личностей того времени, например Алоис Рашин (первый министр финансов Чехословакии), поэт и националист Виктор Дык и другие.

## Список литературы
- Malíř, J. — Marek, P. a kolektiv: Politické strany I.díl 1861—1938,ISBN 80-7239-178-X
- Klimek, A.: Boj o Hrad I., II.